# Принудителни фирмени инвестиции
Принудителните инвестиции за дадена компания са неизбежни, защото са заложени, че трябва да бъдат осъществени, в нормативен акт или от обективната действителност – спазване на екологични изисквания, осигуряване на безопасни условия на труд и др.
При тези инвестиции не може да се изисква доходност, а задачата е да се вложат минимум възможни средства в съответствие със законовите норми и изисквания.